# Campionati italiani estivi di nuoto 1983
I Campionati italiani assoluti di nuoto 1983 si sono svolti a Roma dal 16 al 19 luglio 1983. È stata utilizzata la vasca da 50 metri.

## Podi

### Uomini
| Evento               | Oro                                                                                        | Tempo      | Argento                                                                                        | Tempo    | Bronzo                                                                                         | Tempo    |
| Stile libero         |                                                                                            |            |                                                                                                |          |                                                                                                |          |
| 50 m                 | Stefano Corradi                                                                            | 23"54      | Marcello Guarducci                                                                             | 23"73    | Andrea Ceccarini                                                                               | 23"97    |
| 100 m                | Fabrizio Rampazzo                                                                          | 51"51      | Marcello Guarducci                                                                             | 51"56    | Andrea Ceccarini                                                                               | 51"90    |
| 200 m                | Paolo Revelli                                                                              | 1'51"47    | Fabrizio Rampazzo                                                                              | 1'51"63  | Marcello Guarducci                                                                             | 1'52"50  |
| 400 m                | Giovanni Franceschi                                                                        | 3'57"39    | Marco Dell'Uomo                                                                                | 3'58"04  | Roberto Bianconi                                                                               | 3'59"84  |
| 1500 m               | Roberto Bianconi                                                                           | 15'45"36   | Renato Paparella                                                                               | 15'53"56 | Luca Gabrieli                                                                                  | 16'00"11 |
| Dorso                |                                                                                            |            |                                                                                                |          |                                                                                                |          |
| 100 m                | Giovanni Franceschi                                                                        | 59"15      | Fabrizio Bortolon                                                                              | 59"43    | Andrea Santi                                                                                   | 59"56    |
| 200 m                | Paolo Falchini                                                                             | 2'07"11    | Andrea Santi                                                                                   | 2'07"24  | Fabrizio Bortolon                                                                              | 2'08"16  |
| Rana                 |                                                                                            |            |                                                                                                |          |                                                                                                |          |
| 100 m                | Raffaele Avagnano                                                                          | 1'04"34    | Piero Tenderini                                                                                | 1'05"74  | Fabio Saladini                                                                                 | 1'06"00  |
| 200 m                | Raffaele Avagnano                                                                          | 2'19"92    | Cesare Fabbri                                                                                  | 2'20"75  | Maurizio Divano                                                                                | 2'23"04  |
| Farfalla             |                                                                                            |            |                                                                                                |          |                                                                                                |          |
| 100 m                | Paolo Revelli                                                                              | 55"44      | Fabrizio Rampazzo                                                                              | 55"65    | Marco Tornatore                                                                                | 56"22    |
| 200 m                | Paolo Revelli                                                                              | 1'59"22 IR | Giulio Sartorio                                                                                | 2'02"93  | Marco Tornatore                                                                                | 2'03"41  |
| Misti                |                                                                                            |            |                                                                                                |          |                                                                                                |          |
| 200 m                | Giovanni Franceschi                                                                        | 2'04"39    | Maurizio Divano                                                                                | 2'06"98  | Paolo Revelli                                                                                  | 2'07"43  |
| 400 m                | Giovanni Franceschi                                                                        | 4'24"19    | Maurizio Divano                                                                                | 4'26"95  | Marco Braida                                                                                   | 4'35"87  |
| Staffette            |                                                                                            |            |                                                                                                |          |                                                                                                |          |
| 4x100 m stile libero | Nuotatori Milanesi Metello Savino Raffaele Franceschi Guido Armani Giovanni Franceschi     | 3'27"53    | Gruppo Sportivo Carabinieri Marco Tornatore Lorenzo Bollati Marco Dell'Uomo Emanuele Armellini | 3'32"50  | Fiat Ricambi Paolo Tkalez Claudio Borlo Jone Lazzari Mauro Rodella                             | 3'35"10  |
| 4x200 m stile libero | Nuotatori Milanesi Giovanni Franceschi Metello Savino Gabriele Naldini Raffaele Franceschi | 7'39"14    | FF Oro Luca Vangelista Gianluca Giglietti Marco Colombo Fabrizio Rampazzo                      | 7'46"08  | Gruppo Sportivo Carabinieri Marco Dell'Uomo Lorenzo Bollati Emanuele Armellini Marco Tornatore | 7'48"57  |
| 4x100 m mista        | FF Oro Marco Colombo Massimo Trevisan I Fabrizio Rampazzo Gianluca Giglietti               | 3'52"91    | Nuotatori Milanesi Giovanni Franceschi Piero Tenderini Metello Savino Raffaele Franceschi      | 3'53"33  | De Gregorio Fabrizio Bortolon Federico Ceresi Paolo Revelli Riccardo Urbani                    | 3'55"93  |

### Donne
| Evento               | Oro                                                                          | Tempo      | Argento                                                                     | Tempo   | Bronzo                                                                        | Tempo   |
| Stile libero         |                                                                              |            |                                                                             |         |                                                                               |         |
| 50 m                 | Silvia Persi                                                                 | 27"32      | Cinzia Savi Scarponi                                                        | 27"35   | Manuela Dalla Valle                                                           | 27"41   |
| 100 m                | Silvia Persi                                                                 | 57"98      | Grazia Colombo                                                              | 58"83   | Monica Olmi                                                                   | 59"62   |
| 200 m                | Carla Lasi                                                                   | 2'04"94    | Tanya Vannini                                                               | 2'04"99 | Monica Olmi                                                                   | 2'05"05 |
| 400 m                | Carla Lasi                                                                   | 4'18"72    | Tanya Vannini                                                               | 4'20"19 | Monica Olmi                                                                   | 4'20"45 |
| 800 m                | Tanya Vannini                                                                | 8'49"82    | Monica Olmi                                                                 | 8'51"23 | Francesca Ferrarini                                                           | 8'51"71 |
| Dorso                |                                                                              |            |                                                                             |         |                                                                               |         |
| 100 m                | Manuela Carosi                                                               | 1'04"70    | Cristiana Paris                                                             | 1'05"92 | Ilaria Tocchini                                                               | 1'06"45 |
| 200 m                | Manuela Carosi                                                               | 2'18"40    | Cristiana Paris                                                             | 2'21"20 | Martina Giuliani                                                              | 2'21"28 |
| Rana                 |                                                                              |            |                                                                             |         |                                                                               |         |
| 100 m                | Manuela Dalla Valle                                                          | 1'12"25    | Sabrina Seminatore                                                          | 1'12"37 | Simona Brighetti                                                              | 1'12"82 |
| 200 m                | Alessandra Zambruno                                                          | 2'36"38    | Simona Brighetti                                                            | 2'36"54 | Sabrina Seminatore                                                            | 2'37"99 |
| Farfalla             |                                                                              |            |                                                                             |         |                                                                               |         |
| 100 m                | Cinzia Savi Scarponi                                                         | 1'01"10 IR | Monica Magni                                                                | 1'04"12 | Ilaria Tocchini                                                               | 1'04"30 |
| 200 m                | Cinzia Savi Scarponi                                                         | 2'16"88    | Monica Olmi                                                                 | 2'17"36 | Rosanna La Torre                                                              | 2'18"26 |
| Misti                |                                                                              |            |                                                                             |         |                                                                               |         |
| 200 m                | Cinzia Savi Scarponi                                                         | 2'16"65    | Manuela Dalla Valle                                                         | 2'20"32 | Ilaria Tocchini                                                               | 2'25"17 |
| 400 m                | Cinzia Savi Scarponi                                                         | 4'49"11    | Roberta Felotti                                                             | 4'57"09 | Anna Amadori                                                                  | 5'02"51 |
| Staffette            |                                                                              |            |                                                                             |         |                                                                               |         |
| 4x100 m stile libero | Roma Nuoto Cinzia Savi Scarponi Cristina Duri Manuela Carosi Silvia Persi    | 3'58"99    | RN Legnano Grazia Colombo Lenzi Laura Montalbetti Manuela Dalla Valle       | 3'59"67 | Fiat Ricambi Monica Palmieri Schneeberger Elena Prato Ridolfi                 | 4'05"23 |
| 4x200 m stile libero | Roma Nuoto Cinzia Savi Scarponi Cristina Duri Anna Amadori Silvia Persi      | 8'34"8     | Amici Nuoto Firenze Maura Sorrentino Meli Fani Tanya Vannini                | 8'42"4  | RN Spezia Fantoni Bradi Dittamo Monica Olmi                                   | 8'43"8  |
| 4x100 m misti        | Roma Nuoto Manuela Carosi Martina Giuliani Cinzia Savi Scarponi Silvia Persi | 4'24"49    | RN Legnano Piera Colla Manuela Dalla Valle Laura Montalbetti Grazia Colombo | 4'25"11 | Rari Nantes Florentia Sandra Michelini Carolina Barbieri Ilaria Pilli Donelli | 4'28"65 |